# Lorenzo Laverone
Lorenzo Laverone (Bagno a Ripoli, 19 aprile 1989) è un calciatore italiano, centrocampista del Prato.

## Biografia
Nel novembre 2014 si è laureato in economia aziendale.

## Caratteristiche tecniche
Terzino destro di spinta - in grado di giocare su entrambe le fasce - preciso nel suggerire assist ai compagni, dotato di grande velocità e resistenza che gli consentono di poter agire sia da esterno di centrocampo, che da ala.

## Carriera

### Club
Muove i suoi primi passi nel settore giovanile della Fiorentina, prima di approdare al Prato a 16 anni, che nel 2007 lo cede alla Colligiana in Serie D, con cui a fine stagione conquista la promozione in terza serie.
Il 12 luglio 2010 viene tesserato dalla Reggina. Esordisce in Serie B il 22 agosto contro il Crotone. Termina l'annata - alternandosi a Riccardo Colombo nel ruolo di esterno destro nel 3-5-2 di Gianluca Atzori - con 22 presenze. Il 7 luglio 2011 passa in compartecipazione al Sassuolo, che il 26 gennaio 2012 lo cede in prestito alla Nocerina. Il 14 aprile segna una doppietta nella trasferta vinta 1-2 contro il Grosseto. A fine stagione viene riscattato dagli emiliani, con cui il 18 maggio 2013 vince il campionato di Serie B, ottenendo una storica promozione nella massima serie.
Dopo essere stato inserito nella lista dei 30 giocatori validi per la Serie A ed essere andato in panchina contro Torino e Livorno. Il 2 settembre 2013 firma un biennale con il Varese. Dopo una stagione lascia i lombardi accordandosi con il L.R. Vicenza. Adattato ad esterno alto da Pasquale Marino, conclude la stagione servendo 7 assist e segnando una rete ai danni del Varese nella trasferta vinta dai veneti 3-2.
Nell'estate 2016 viene ceduto a titolo definitivo alla Salernitana ma non trovando molto feeling con l'ambiente granata scende poche volte in campo senza lasciare il segno. Nel mercato di gennaio dello stesso anno viene ceduto all'Avellino con la formula del prestito con obbligo di riscatto.
Con la casacca verde dei "Lupi" di irpinia viene impiegato con continuità dal tecnico Walter Alfredo Novellino sia nel suo ruolo naturale di terzino o centrocampista di destra che a sinistra.
In occasione della sfida contro il Pisa del 17 aprile 2017 segna il suo primo gol con la maglia dell'Avellino risultando decisivo per la vittoria della sua squadra. La partita termina, infatti, 1 a 0.
Nella stagione successiva, il 9 dicembre 2017, realizza la sua seconda doppietta in carriera in Cittadella-Avellino 2-2.
L'anno dopo firma a titolo definitivo con l'Ascoli collezionando 29 presenze in Serie B.
Il 31 gennaio 2020 viene acquistato in prestito dalla Triestina.
Il 24 settembre 2020 viene ceduto alla Ternana in cambio di Simone Sini. Il 13 dicembre 2020 all'ultimo minuto di gioco segna il gol della vittoria contro l'Avellino, fissando il punteggio sul 2-1. Sempre in campionato si ripete nella sfida interna vinta per 7-2 sulla Cavese. I suoi gol contribuiranno a raggiungere la promozione in Serie B, vincendo il campionato con svariati mesi di anticipo riuscendo a stabilire innumerevoli primati per la Serie C. Il 25 maggio nonostante sia rimasto in panchina per entrambe le sfide, dopo la vittoria nel derby contro il Perugia si laurea campione della Supercoppa di Serie C. Il 1º settembre 2021 dopo 16 presenze e due reti, rescinde il suo contratto con le fere.
Rimane svincolato sino al 25 gennaio 2022, giorno in cui viene acquistato dal Siena.
Il 1º settembre 2023 firma un contratto annuale con la Fermana.

### Nazionale
Nel novembre del 2009 viene convocato da CT dell'Under-20, Francesco Rocca, in vista della gara amichevole contro i pari età della Slovacchia, rimanendo in campo per tutti i 90 minuti. A febbraio 2010 gioca un'ulteriore partita con gli "Azzurrini" sempre contro la Slovacchia, anche in questo caso giocando per tutti i 90 minuti nel match terminato 0-0.

## Statistiche

### Presenze e reti nei club
Statistiche aggiornate al 10 maggio 2024.
| Stagione          | Squadra           | Campionato        | Campionato | Campionato | Coppe nazionali | Coppe nazionali | Coppe nazionali | Coppe europee | Coppe europee | Coppe europee | Altre coppe | Altre coppe | Altre coppe | Totale | Totale | Totale |
| Stagione          | Squadra           | Comp              | Pres       | Reti       | Comp            | Pres            | Reti            | Comp          | Pres          | Reti          | Comp        | Pres        | Reti        | Pres   | Reti   |        |
| ----------------- | ----------------- | ----------------- | ---------- | ---------- | --------------- | --------------- | --------------- | ------------- | ------------- | ------------- | ----------- | ----------- | ----------- | ------ | ------ | ------ |
| 2007-2008         | Colligiana        | D                 | 28+3       | 0          | CI-D            | 7               | 0               | -             | -             | -             | -           | -           | -           | 38     | 0      |        |
| 2008-2009         | Colligiana        | 2D                | 32         | 0          | CI-LP           | 1               | 0               | -             | -             | -             | -           | -           | -           | 33     | 0      |        |
| Totale Colligiana | Totale Colligiana | Totale Colligiana | 60+3       | 0          |                 | 8               | 0               |               | -             | -             |             | -           | -           | 71     | 0      |        |
| 2009-2010         | Arezzo            | 1D                | 7+1        | 0          | CI+CI-LP        | 1+3             | 0               | -             | -             | -             | -           | -           | -           | 12     | 0      |        |
| 2010-2011         | Reggina           | B                 | 22         | 0          | CI              | 2               | 0               | -             | -             | -             | -           | -           | -           | 24     | 0      |        |
| 2011-gen. 2012    | Sassuolo          | B                 | 21         | 0          | CI              | 2               | 0               | -             | -             | -             | -           | -           | -           | 23     | 0      |        |
| gen.-giu. 2012    | Nocerina          | B                 | 19         | 2          | CI              | -               | -               | -             | -             | -             | -           | -           | -           | 19     | 2      |        |
| 2012-2013         | Sassuolo          | B                 | 14         | 0          | CI              | 2               | 0               | -             | -             | -             | -           | -           | -           | 16     | 0      |        |
| ago.-set. 2013    | Sassuolo          | A                 | 0          | 0          | CI              | 0               | 0               | -             | -             | -             | -           | -           | -           | 0      | 0      |        |
| Totale Sassuolo   | Totale Sassuolo   | Totale Sassuolo   | 35         | 0          |                 | 4               | 0               |               | -             | -             |             | -           | -           | 39     | 0      |        |
| set. 2013-2014    | Varese            | B                 | 24+2       | 0          | CI              | 1               | 0               | -             | -             | -             | -           | -           | -           | 27     | 0      |        |
| 2014-2015         | L.R. Vicenza      | B                 | 41+2       | 1          | CI              | 0               | 0               | -             | -             | -             | -           | -           | -           | 43     | 1      |        |
| 2015-2016         | L.R. Vicenza      | B                 | 25         | 0          | CI              | 0               | 0               | -             | -             | -             | -           | -           | -           | 25     | 0      |        |
| Totale Vicenza    | Totale Vicenza    | Totale Vicenza    | 66+2       | 1          |                 | 0               | 0               |               | -             | -             |             | -           | -           | 68     | 1      |        |
| 2016-gen. 2017    | Salernitana       | B                 | 8          | 0          | CI              | 2               | 0               | -             | -             | -             | -           | -           | -           | 10     | 0      |        |
| gen.-giu. 2017    | Avellino          | B                 | 20         | 1          | CI              | -               | -               | -             | -             | -             | -           | -           | -           | 20     | 1      |        |
| 2017-2018         | Avellino          | B                 | 39         | 3          | CI              | 2               | 0               | -             | -             | -             | -           | -           | -           | 41     | 3      |        |
| Totale Avellino   | Totale Avellino   | Totale Avellino   | 59         | 4          |                 | 2               | 0               |               | -             | -             |             | -           | -           | 61     | 4      |        |
| 2018-2019         | Ascoli            | B                 | 29         | 0          | CI              | 0               | 0               | -             | -             | -             | -           | -           | -           | 29     | 0      |        |
| 2019-gen. 2020    | Ascoli            | B                 | 3          | 0          | CI              | 2               | 0               | -             | -             | -             | -           | -           | -           | 5      | 0      |        |
| Totale Ascoli     | Totale Ascoli     | Totale Ascoli     | 32         | 0          |                 | 2               | 0               |               | -             | -             |             | -           | -           | 34     | 0      |        |
| gen.-giu. 2020    | Triestina         | C                 | 2+2        | 0          | CI+CI-C         | -               | -               | -             | -             | -             | -           | -           | -           | 4      | 0      |        |
| 2020-2021         | Ternana           | C                 | 16         | 2          | CI              | 0               | 0               | -             | -             | -             | SC-C        | 0           | 0           | 16     | 2      |        |
| gen.-giu. 2022    | Siena             | C                 | 16         | 1          | CI              | 0               | 0               | -             | -             | -             | -           | -           | -           | 16     | 1      |        |
| 2022-2023         | Rimini            | C                 | 33+1       | 0          | CI              | 2               | 1               | -             | -             | -             | -           | -           | -           | 36     | 1      |        |
| 2023-gen. 2024    | Fermana           | C                 | 9          | 0          | CI-C            | 0               | 0               | -             | -             | -             | -           | -           | -           | 9      | 0      |        |
| gen.-giu. 2024    | Prato             | D                 | 12         | 0          | -               | -               | -               | -             | -             | -             | -           | -           | -           | 12     | 0      |        |
| Totale carriera   | Totale carriera   | Totale carriera   | 431        | 10         |                 | 27              | 1               |               | -             | -             |             | 0           | 0           | 458    | 11     |        |

## Palmarès

### Club

#### Competizioni nazionali
- Campionato italiano di Serie B: 1

Sassuolo: 2012-2013
- Serie C: 1

Ternana: 2020-2021 (girone C)
- Supercoppa di Serie C: 1

Ternana: 2021